# كارولين الكسندر (دراجة)
كارولين الكسندر (بالإنجليزية: Caroline Alexander) هي دراجة بريطانية، ولدت في 3 مارس 1968 في بارو إن فورنيس في المملكة المتحدة.

## وصلات خارجية
- كارولين الكسندر على موقع أرشيف الدراجات (الإنجليزية)
- كارولين الكسندر على موقع إحصائيات الدراجات الإحترافية (الإنجليزية)
- كارولين الكسندر على موقع CycleBase (الإنجليزية)
- كارولين الكسندر على موقع أوليمبيديا (الإنجليزية)
- كارولين الكسندر على موقع اللجنة الأولمبية البريطانية (الإنجليزية)